# İstanbul Cup 2017
İstanbul Cup 2017 (також відомий під назвою TEB BNP Paribas İstanbul Cup за назвою спонсора) — тенісний турнір, що проходив на кортах з ґрунтовим покриттям. Це був 10-й за ліком Istanbul Cup. Належав до категорії International у рамках Туру WTA 2017. Відбувся в Стамбулі (Туреччина). Тривав з 24 до 30 квітня 2017 року.

## Очки і призові
| Дисципліна       | П   | Ф   | ПФ  | ЧФ | 1/8 | 1/16 | Q   | Q2  | Q1  |
| Одиночний розряд | 280 | 180 | 110 | 60 | 30  | 1    | 18  | 12  | 1   |
| Парний розряд    | 280 | 180 | 110 | 60 | 1   | Н/Д  | Н/Д | Н/Д | Н/Д |

### Розподіл призових грошей
| Дисципліна       | П       | F       | ПФ      | ЧФ     | 1/8    | 1/16   | Q2     | Q1   |
| Одиночний розряд | $43,000 | $21,400 | $11,500 | $6,175 | $3,400 | $2,100 | $1,020 | $600 |
| Парний розряд    | $12,300 | $6,400  | $3,435  | $1,820 | $960   | Н/Д    | Н/Д    | Н/Д  |

## Учасниці основної сітки в одиночному розряді

### Сіяні пари
| Країна    | Гравчиня           | Рейтинг1 | Сіяна |
| --------- | ------------------ | -------- | ----- |
| Україна   | Еліна Світоліна    | 13       | 1     |
| Угорщина  | Тімеа Бабош        | 30       | 2     |
| Румунія   | Ірина-Камелія Бегу | 33       | 3     |
| Канада    | Ежені Бушар        | 58       | 4     |
| Румунія   | Сорана Кирстя      | 62       | 5     |
| Бельгія   | Елісе Мертенс      | 66       | 6     |
| Болгарія  | Цветана Піронкова  | 70       | 7     |
| Німеччина | Андреа Петкович    | 75       | 8     |

- Рейтинг подано станом на 17 квітня 2017.

### Інші учасниці
Учасниці, що отримали вайлд-кард на участь в основній сітці:
- Айла Аксу
- Іпек Сойлу
- Даяна Ястремська

Учасниці, що потрапили до основної сітки як особливий виняток:
- Маркета Вондроушова

Нижче наведено гравчинь, які пробились в основну сітку через стадію кваліфікації:
- Александра Каданцу
- Башак Ерайдин
- Фіона Ферро
- Вікторія Каменська
- Єлизавета Кулічкова
- Конні Перрен

Такі тенісистки потрапили в основну сітку як a щасливий лузер:
- Анна Калинська

### Знялись з турніру
До початку турніру
- Лара Арруабаррена → її замінила  Сара Соррібес Тормо
- Ваня Кінґ → її замінила  Чжан Кайчжень
- Магда Лінетт → її замінила  Катерина Козлова
- Юлія Путінцева → її замінила  Чагла Бююкакчай
- Патрісія Марія Тіг → її замінила  Марина Заневська
- Маркета Вондроушова → її замінила  Анна Калинська
- Ван Цян → її замінила  Сара Еррані

## Учасниці основної сітки в парному розряді

### Сіяні
| Країна            | Гравчиня       | Країна     | Гравчиня      | Рейтинг1 | Сіяна |
| ----------------- | -------------- | ---------- | ------------- | -------- | ----- |
| Китайський Тайбей | Сє Шувей       | Туреччина  | Іпек Сойлу    | 124      | 1     |
| Аргентина         | Марія Ірігоєн  | Польща     | Паула Канія   | 142      | 2     |
| Японія            | Нао Хібіно     | Чорногорія | Данка Ковінич | 148      | 3     |
| США               | Ніколь Мелічар | Бельгія    | Елісе Мертенс | 155      | 4     |

- 1 Рейтинг подано станом на 17 квітня 2017.

### Інші учасниці
Пари, що отримали вайлд-кард на участь в основній сітці:
- Айла Аксу /  Даяна Ястремська
- Пемра Озген /  Меліс Сезер

## Переможниці та фіналістки

### Одиночний розряд
- Еліна Світоліна —  Елісе Мертенс, 6–2, 6–4

### Парний розряд
- Даліла Якупович /  Надія Кіченок —  Ніколь Мелічар /  Елісе Мертенс,  7–6(8–6), 6–2